# Communes de la province de Rimini
- Haut – A
- B
- C
- D
- E
- F
- G
- H
- I
- J
- K
- L
- M
- N
- O
- P
- Q
- R
- S
- T
- U
- V
- W
- X
- Y
- Z

## B
- Bellaria-Igea Marina

## C
- Casteldelci
- Cattolica
- Coriano

## G
- Gemmano

## M
- Maiolo
- Misano Adriatico
- Mondaino
- Monte Colombo
- Montefiore Conca
- Montegridolfo
- Montescudo
- Morciano di Romagna

## N
- Novafeltria

## P
- Pennabilli
- Poggio Berni

## R
- Riccione
- Rimini

## S
- Saludecio
- Sant'Agata Feltria
- San Clemente
- San Giovanni in Marignano
- San Leo
- Santarcangelo di Romagna

## T
- Talamello
- Torriana

## V
- Verucchio